# Journal of Allergy and Clinical Immunology
Journal of Allergy and Clinical Immunology is een internationaal, aan collegiale toetsing onderworpen wetenschappelijk tijdschrift op het gebied van de allergieën en immunologie. Met een impactfactor van 11,48 in 2014 behoort het tot de meest geciteerde bladen op dit gebied. Het verschijnt maandelijks. De naam wordt in literatuurverwijzingen meestal afgekort tot J. Allergy Clin. Immunol.